# 귀르스 수용소

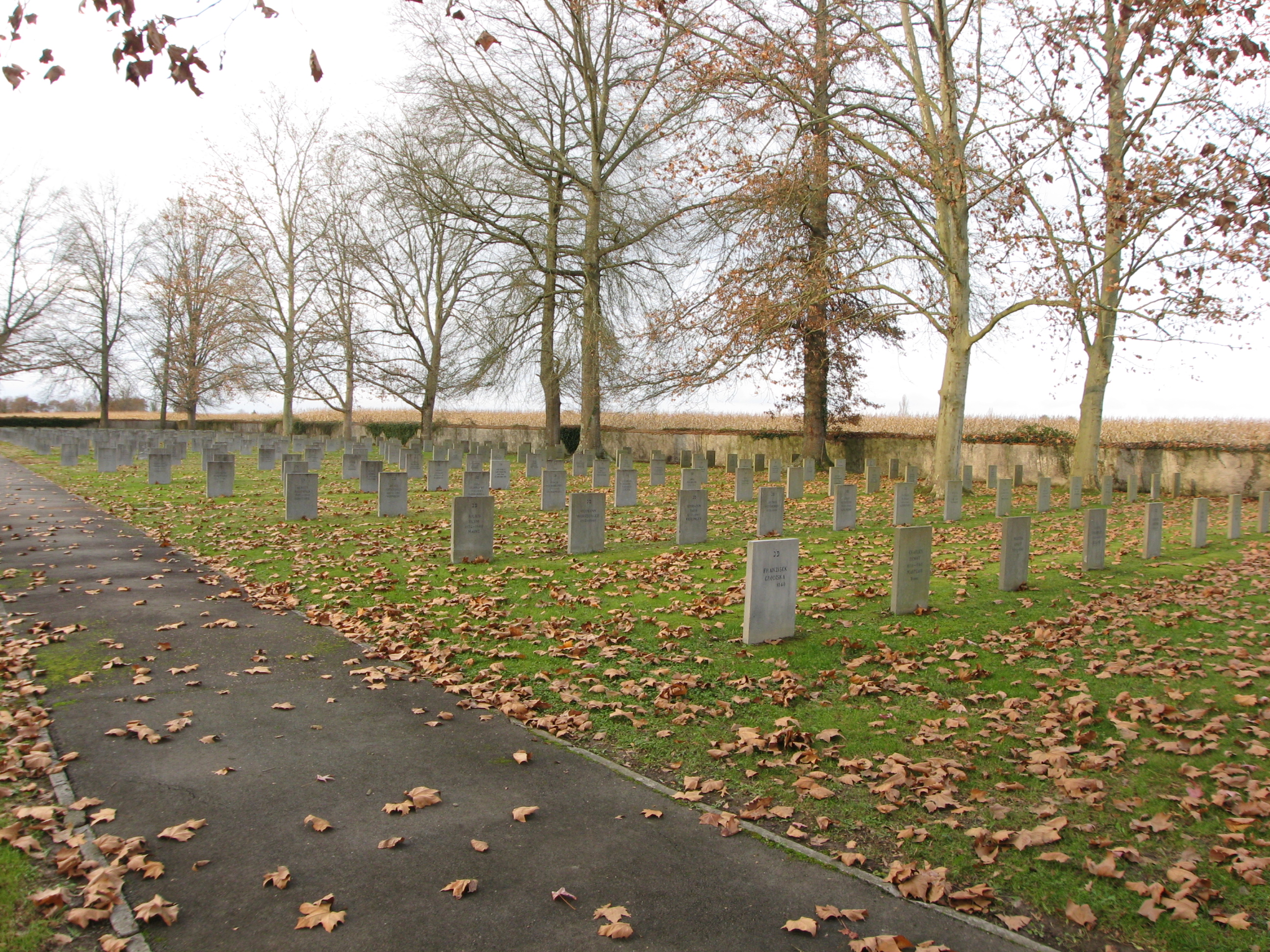
귀르스 수용소가 있던 자리에 조성된 묘역

귀르스 수용소(프랑스어: Camp de Gurs)는 1939년에 포에서 멀지 않은 프랑스 남서부에 위치한 도시 중에 하나인 귀르스(Gurs)에 건설된 강제 수용소이자 포로 수용소였다.

## 설명
귀르스 수용소는 원래 스페인 내전이 끝나면서 카탈루냐가 함락된 후에 프란시스코 프랑코 정권의 보복을 두려워해 스페인을 탈출한 이들을 통제하기 위해 프랑스 정부에 의해 설립되었다. 제2차 세계 대전이 시작될 무렵에 프랑스 정부는 독일의 유대인 4,000명을 프랑스 사회주의 정치 지도자들과 독일과의 전쟁에 반대하는 사람들과 함께 "적 외국인"으로 수용했다. 1940년에 비시 정부가 나치와 휴전 협정을 맺은 후에 그곳은 정부에 의해 위험하다고 여겨지는 사람들뿐만 아니라 주로 독일 유대인들의 수용소가 되었다. 프랑스 해방 후에 귀르스 수용소는 독일 전쟁 포로들과 프랑스 협력자들을 수용했다. 1946년에 최종적으로 폐쇄되기 전에 이 캠프는 독일 점령에 대항하는 저항 운동에 참여했던 전직 스페인 공화주의자들을 억류하고 있었는데 그들의 명시적인 의도가 연합국의 눈에 그들을 위협하게 만들었기 때문이다.
귀르스 수용소는 길이가 약 1.4 km (0.87 mi)이고 넓이가 200 m (220 yd), 28 ha (69 에이커)의 면적으로 측정되었다. 그것의 유일한 거리는 캠프의 길이를 달렸다. 길 양쪽에는 가로 200m, 세로 100m 크기의 땅이 있었고 공간에는 일로(îlots; 문자 그대로 "섬")라고 이름붙여졌다. 한 쪽에는 일곱 개의 일로가 있었고 다른 쪽에는 여섯 개가 있었다. 그 장소들은 철조망으로 거리와 분리되어 있었다. 건물 뒤쪽에 울타리를 이중으로 만들어 외부 경비원들이 순환하는 통로를 만들었다. 각 구역에는 약 30개의 오두막이 있었다. 모두 382개의 오두막이 있었다. 이 특별한 형태의 오두막은 제1차 세계 대전 동안 프랑스군을 위해 발명되었다. 전방에 가깝지만 적의 포병 범위 밖에 지어졌으며 병사들이 막사에 도착하여 참호 임무를 기다리는 며칠 동안 병사들을 수용하는 역할을 했다. 그것들은 얇은 나무 널빤지로 조립되었고 타르가 묻은 천으로 덮여 있었는데 모두 구조와 크기가 똑같았다. 그들은 창문이나 다른 단열재를 장착하지 않았다. 추위를 막아주지 못했고, 타르가 묻은 천은 곧 변질되기 시작해 빗물이 객실 안으로 들어갈 수 있게 됐다. 내부 화장실은 없었고 주민들은 바닥에 깔린 빨대 자루에 의지해 잠을 잤다.
각 객실의 면적이 25m2(270평방피트)에 불과했음에도 불구하고 객실 점유율이 가장 높을 때는 60명까지 수용해야 했다. 식량이 부족하고 질이 좋지 않았다. 위생 시설도, 수돗물도, 배관도 없었다. 그 캠프는 배수가 잘 되지 않았다. 대서양에 근접해 있기 때문에 이 지역에는 많은 양의 비가 내려 점토 캠프장이 영구적으로 진흙투성이가 된다. 재소자들은 진흙을 막기 위해 그들이 찾을 수 있는 몇 개의 돌로 길을 만들었다. 입꼬리를 벗긴 철사 조각들을 선실과 화장실 사이에 놓아 계단 난간처럼 난민들이 사용해 불안정한 지면 위에서 균형을 유지했다. 각 일로에는 동물에게 먹이를 주기 위해 사용되는 수조와 크게 다르지 않은 기본적인 화장실이 있었다. 약 2m(6피트 7인치) 높이의 플랫폼도 있었는데  계단을 이용해 올라갔고 그 위에 화장실이 추가로 지어졌다. 연단 아래에는 배설물을 모으는 큰 통들이 있었다. 일단 그들이 만원이 되면 그들은 카트를 타고 수용소 밖으로 운반된다. 수용소 주변에는 행정부와 경비대가 입주해 있는 작은 건물들이 있었다. 캠프의 행정과 관리는 1940년에 가을 비시 정권에 의해 시민 행정이 설치될 때까지 군사적 후원 하에 이루어졌다.